# Wąsosze (Grande-Pologne)
Pour les articles homonymes, voir Wąsosze.
Wąsosze (prononciation : [vɔ̃ˈsɔʂɛ]) est un village polonais de la gmina de Ślesin dans le powiat de Konin de la voïvodie de Grande-Pologne dans le centre-ouest de la Pologne.
Il se situe à environ 3 kilomètres au sud de Ślesin (siège de la gmina), à 14 kilomètres au nord de Konin (siège du powiat) et à 94 kilomètres à l'est de Poznań (capitale régionale).
Le village possède une population de 494 habitants.

## Histoire
De 1975 à 1998, le village faisait partie du territoire de la voïvodie de Konin.

Depuis 1999, Wąsosze est situé dans la voïvodie de Grande-Pologne.